# Acrotomodes cretinotata
Acrotomodes cretinotata là một loài bướm đêm trong họ Geometridae.